# Lucien Baudrier
Lucien Baudrier (Paris, 13 de dezembro de 1861 — Ermont, 22 de outubro de 1930) foi um velejador francês, medalhista olímpico. Ele competiu nas provas de classe 1 – 2 Ton realizadas nos Jogos Olímpicos de Verão de 1900, conquistou a medalha de bronze na segunda corrida disputada a bordo do Nina Claire ao lado de Jacques Baudrier, Dubosq e Édouard Mantois.